# Тридентея
Тридентея (лат. Tridentea) — род суккулентных растений семейства Кутровые (Apocynaceae), произрастающий на территории стран Южной Африки (Ботсвана, Намибия, ЮАР). Входит в трибу Стапеливые (Stapelieae).

## Название

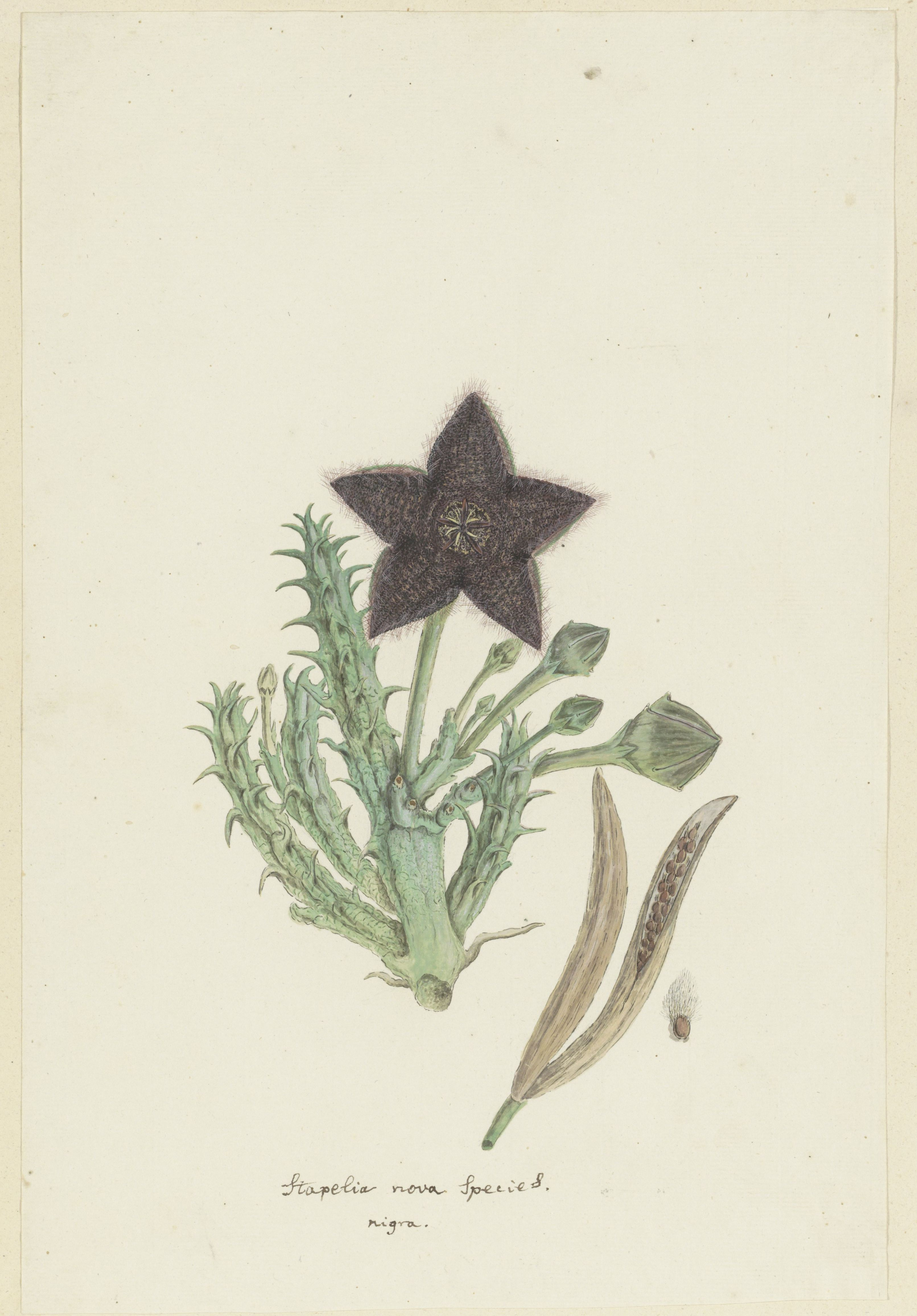
Ботаническая иллюстрация Tridentea gemmiflora

Родовое латинское название Tridentea происходит от греческих слов "tri" — «три» и dens «зуб», и относится к трехзубчатым межзубным сегментам короны.
Русскоязычное название является транслитерацией латинского.

## Ботаническое описание
Род Тридентея представляет собой карликовые суккулентные растения. Они образуют компактные куртины и имеют полегающие стебли. Стебли мясистые, тупо 4-гранные и гладкие на ощупь. Листья опадающие, длиной 1,5-10,0 мм, покрывают подсосковые бугорки на стеблях. Листья имеют толстую, гладкую поверхность, покрытую волосками прилистников с обеих сторон, иногда расположенными вдоль края.
Соцветия появляются на стеблях у основания и содержат от 1 до 5 цветков. Цветки имеют разнообразную форму и размеры, с лопастным венчиком и реснитчатыми краями. Венчик состоит из двух рядов лопастей, внутренние лопасти лежат на пыльниках и выделяются уплощенной формой с "плавником" в нижней части. Пыльники двухгнездные, поллинии D-образные с короткими хвостиками. Листовки тонкие, с лиловыми пятнами.

## Таксономия
Tridentea Haw., первое упоминание в Syn. Pl. Succ.: 34 (1812).

### Виды
Подтвержденные виды по данным сайта Plants of the World Online на 2023 год:
- Tridentea dwequensis (C.A.Lückh.) L.C.Leach
- Tridentea gemmiflora (Masson) Haw.
- Tridentea jucunda (N.E.Br.) L.C.Leach
- Tridentea marientalensis (Nel) L.C.Leach
- Tridentea pachyrrhiza (Dinter) L.C.Leach
- Tridentea parvipuncta (N.E.Br.) L.C.Leach
- Tridentea peculiaris (C.A.Lückh.) L.C.Leach
- Tridentea virescens (N.E.Br.) L.C.Leach

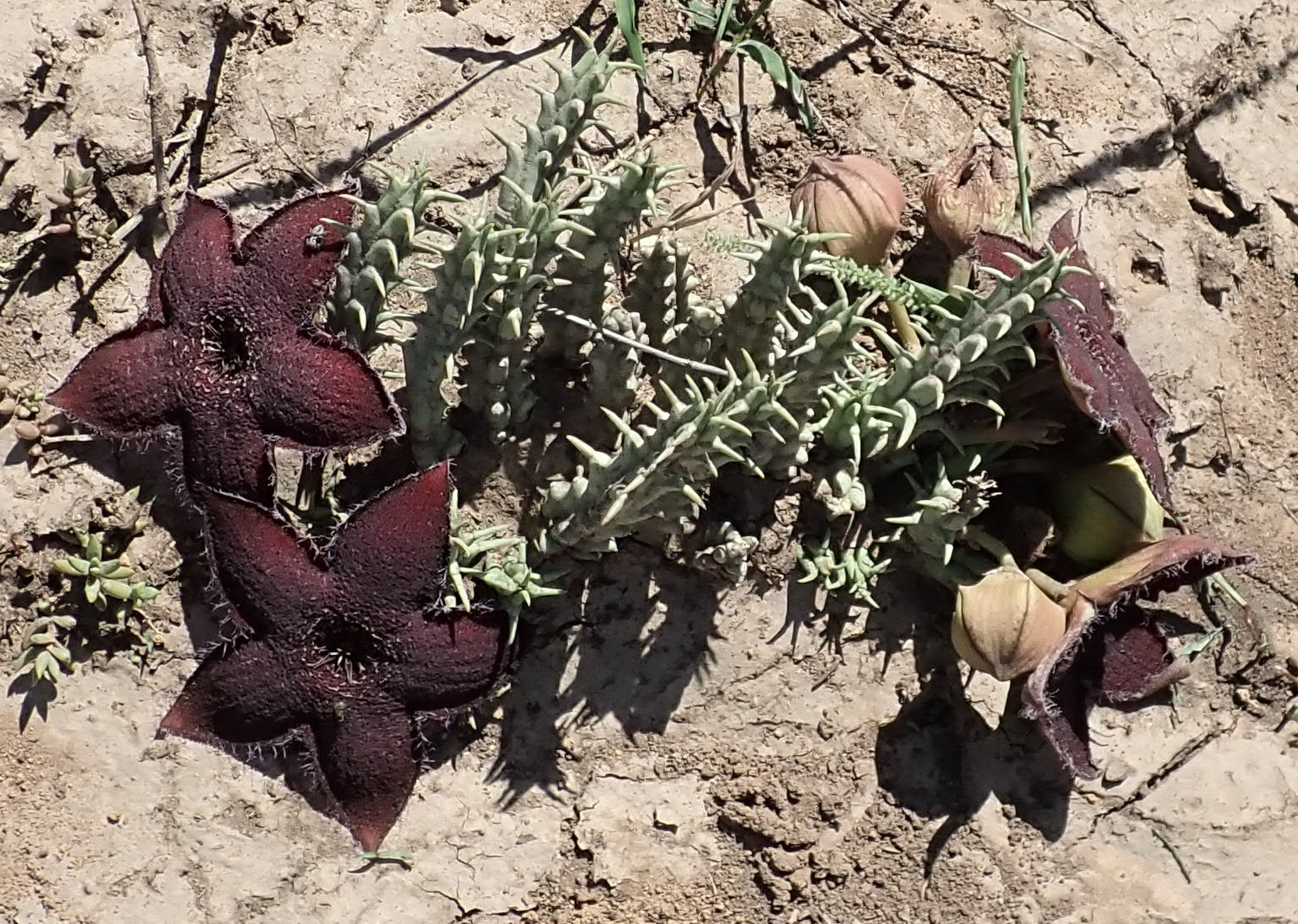
Tridentea gemmiflora